# Pseudalsomyia
Pseudalsomyia – rodzaj muchówek z rodziny rączycowatych (Tachinidae).

## Wybrane gatunki
- P. pilifacies Mesnil, 1968,
- P. piligena Mesnil, 1968,[1]